# Muntingiaceae
Muntingiaceae es una familia de plantas del orden Malvales. La constituyen tres géneros naturales de las selvas tropicales de América.

## Géneros
- Dicraspidia
- Muntingia
- Neotessmannia